# Gecse
Gecse ist eine ungarische Gemeinde im Kreis Pápa im Komitat Veszprém.

## Geografische Lage
Gecse liegt knapp 14 Kilometer nordöstlich der Kreisstadt Pápa. Nachbargemeinden sind Szerecseny, Gyarmat und Vaszar.

## Sehenswürdigkeiten
- Evangelische Kirche und Schule, erbaut 1787
- Heimatmuseum (Tájház)
- Kossuth-Gedenktafel (Kossuth-emléktábla)
- Römisch-katholische Kirche Szent Imre
- Weinberg mit traditionellen reetgedeckten Weinkellern
- Weltkriegsdenkmäler (I. és II. világháborús emlékmű)

## Verkehr
In Gecse treffen die Landstraßen Nr. 8305 und Nr. 8312 aufeinander. Über den zwei Kilometer nordwestlich gelegenen Bahnhof Gecse-Gyarmat ist die Gemeinde angebunden an die Bahnstrecke Győr–Szentgotthárd.

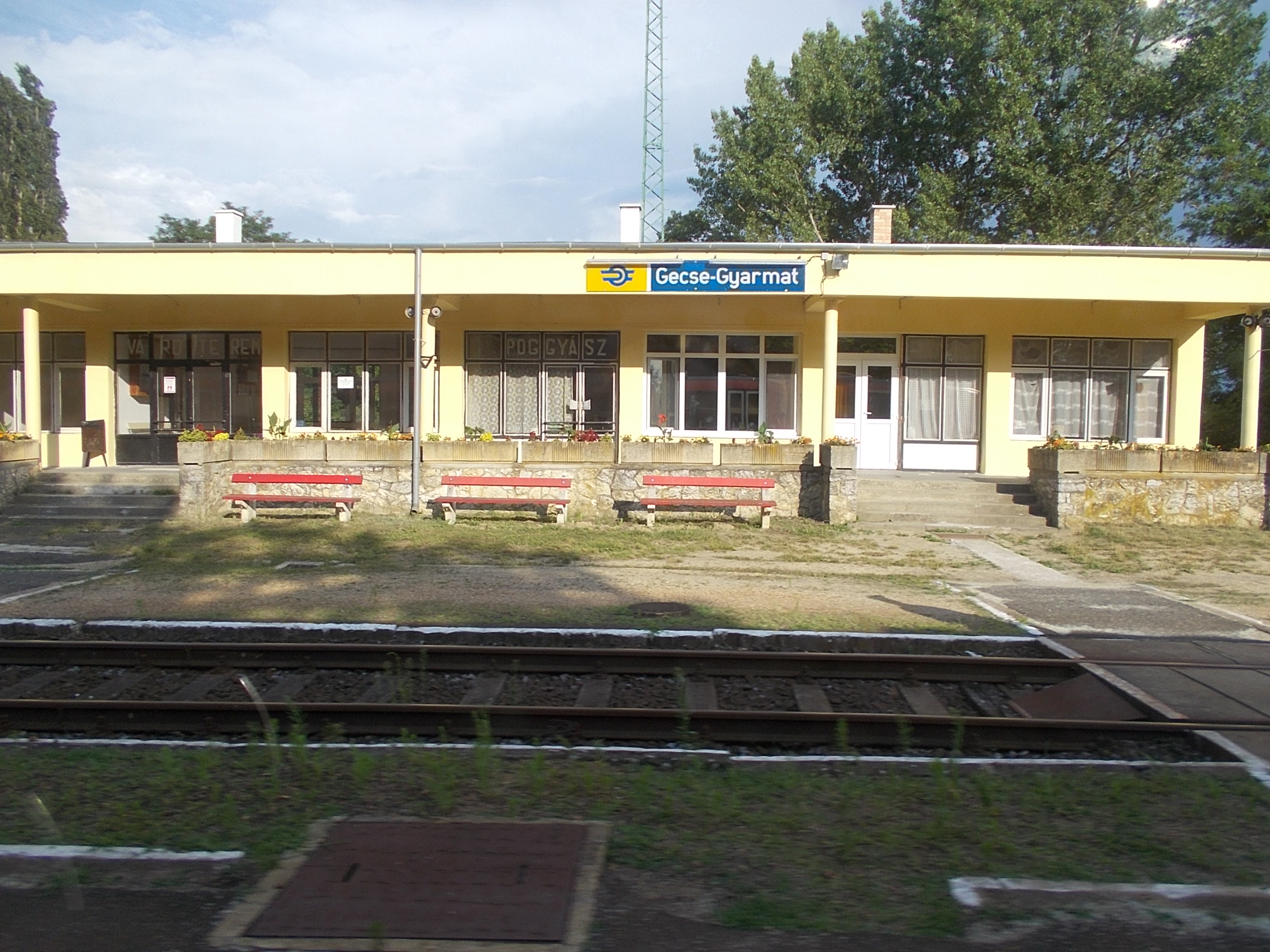
Bahnhof Gecse-Gyarmat